# توجی (شهر)

جایگاه توجی با رنگ صورتی در عهد کیا ویشتاسب جلالی مشخص شده.

توجی که به اشکال دیگری من‌جمله ترنجه، ترنجی، تریجی و تورانجیر هم از آن یاد شده، نام شهری در طبرستان بود که در میان قائمشهر و شیرگاه کنونی قرار داشت.
در کتب مورخان قرن چهارم هجری پیاپی از آن، با اسامی مشابهی، یاد شده‌است. در حدود العالم آمده «ترجی شهرکی است آبادان و قدیم‌ترین شهرست اندر طبرستان» در زمان ابن اسفندیار پادگانی هزار و پانصد نفره در آن وجود داشت و میرظهیرالدین مرعشی خود به قلعه‌ای با همین اسم در حول شهر ساری رفته‌است. کیا ویشتاسب جلالی، از بزرگان مازندران، نیز در قلعه توجی فرمان می‌راند؛ او بعدها از متحدان کیا افراسیاب چلاوی شد.

## وجه تسمیه
نام‌های مختلفی همچون بُرجی، تُرَنجی، تُرنجه، تُرجی، تَریجی، توران‌جیر، تژیر، توجی، تریچه و توران‌چی برای این شهر گفته شده‌اند.
رابینو می‌گوید در این مکان بود که فرخان بزرگ توانست مهاجمان تُرک را شکست دهد و بر همین اساس نام آن را «توران‌چی» یا «توران‌جیر» به معنای شکست‌گاه تورانیان قرار دادند که به صورت‌های دیگر نیز درآمده. در این باره در تاریخ طبرستان اثر ابن اسفندیار آمده:
به عهد فرّخان بزرگ ترکان چنانچه رفت که ضریبه (خزینه) بستانند و به طبرستان تعرّض نرسانند، چون دو سال برآمد در بندها و مسالک (ممالک) را استواری‌ها کردند و به اداء ضریبه و اناوه تهاون نموده و بعد تحصین مضایق و تمکین مداخل و مخارج ولایت از هامون برخاسته و به موضوعی که فیروزآباد گویند به حدّ لَفور باز شده و نشسته، ترکان چون خلاف وفا بدانستند به طبرستان آمدند و صُول گفتند پادشاه را، بدین موضع که شهرست لشکرگاه شاخته به هر طرف به غارت و تاراج تاختن می‌بردند تا شبی فرّخان بر سبیل شبیخون تاختن بر سر ایشان آورد و ظفر یافت، صول را با حملهٔ حشم تُرک بکشتند چنانگه پشته پشته از کشته با دید آمد و باقی که از لشکرگاه غایب بودند به کمینگاه گرفتار آمدند و طمع ترکان از طبرستان منقطع شد. این موضع را شهر ساختند و توران‌جیر نام نهادند.

## موقعیت جغرافیایی
ابن فقیه همدانی فاصلهٔ این شهر تا مامطیر را شش فرسخ (۳۶ کیلومتر) دانسته‌است. وی همچنین از این مکان به عنوان «شهرک» نام برده. ابن حوقل نیز در قرن چهارم هجری نام این شهر را تریجی ذکر کرده و مکانش را مابین بندر عین الهم و میله دانسته‌است. وی در ادامه، فاصله شهر میله تا ترنجه را سه فرسخ (۱۸ کیلومتر) تخمین زده‌است. بر اساس تاریخ طبرستان تألیف ابن اسفندیار در ۶۱۳ هجری، از ۲۷ شهر مازندران در قرون اولیه اسلامی، ۱۶ شهر در منطقهٔ جلگه‌ای قرار داشتند و ترنجه در این میان بین شهرهای میله در غرب، مامطیر در جنوب و سارویه در شرق قرار دارد.
دربارهٔ جایگاه کنونی شهر باستانی ترنجه، رابینو موقعیت آن را در نزدیکی روستای تجری اسب شورپی یا کاردگر نماور از دهستان جلال ارزک جنوبی- بخش مرکزی شهر بابل دانسته. اردشیر برزگر نیز محل کنونی روستای ابوالحسن کلا از دهستان گنج‌افروز بخش مرکزی شهرستان بابل را منطبق بر جایگاه ترجی دانست. حسین اسلامی اما روستای بشل در نزدیکی دو رودخانهٔ «توجی» و «تیجون»، در رود تلار، را جایگاه باستانی احتمالی برای این شهر می‌داند.
همچنین نظراتی وجود دارد مبنی بر این که شهر توجی (ترجی) مورد بحث اکنون همان روستای تراجی کلای بابل می‌باشد که در جنوب شرقی بابل قرار داشته و ورودی آن در سمت غربی مسیر روستای هتکه پشت به سمت روستای خطیرکلا و در کنار دیودشت می‌باشد. 